# Slash (Literatur)
Slash ist ein Genre der Fanfiction, bei dem homosexuelle Handlungen zwischen den meist männlichen Figuren im Mittelpunkt stehen. Welche Beziehungen (auch Pairings oder Ships genannt, vergleiche Shipping) dabei als Slash gelten, kann innerhalb der Fangemeinde umstritten sein. Meist sind sie jedoch im Original, auf das sich die Fanfiction bezieht, nicht vorhanden oder nur angedeutet. Die ersten Slash-Fanfictions („Slashfics“) erschienen in den 1970er-Jahren mit dem Pairing Kirk/Spock. Im Laufe der Zeit wurde Slash auch in anderen Fandoms immer populärer. Später kam auch Fanfiction mit lesbischen Beziehungen hinzu, heute meist Femslash genannt. Slash, wie Fanfiction generell, wird vor allem von Frauen produziert und konsumiert.

## Geschichte
Die ersten Slash-Geschichten kamen in der Trekkie-Fankultur von Raumschiff Enterprise auf. 1974 erschien in einem englischsprachigen Fanzine für erotische Fanfiktion die Geschichte A Fragment Out of Time von Diana M.; sie gilt als erste veröffentlichte Slashfic. In der Geschichte bekommt Spock eine erotische Massage von Kirk, allerdings ohne, dass dabei sein Name oder sein Geschlecht genannt wird. Die Reaktionen der Fangemeinde waren gemischt. Fanfics mit einer homosexuellen Beziehung zwischen Kirk und Spock wurden später als Kirk/Spock oder kurz K/S bezeichnet, freundschaftliche Geschichten dagegen oft K&S oder Kirk+Spock. Der Schrägstrich (Englisch slash) wies also auf homosexuelle Handlungen hin. Daher leitet sich der Name des Genres ab.
Bis Mitte der 1990er-Jahre wurden Slashfics meist in einigen Fanzines veröffentlicht. Sie waren eine Nischenerscheinung in einigen Science-Fiction-Fandoms und den Fangemeinden mancher Buddyserien (Beispiele: Raumschiff Enterprise, Starsky & Hutch, Blake’s 7, Die Profis, Das A-Team). Erst durch das Internet, das die Hürden zur Selbstpublikation senkte, wurde Slash zum viralen Phänomen, das heute in allen Fandoms verbreitet ist.

## Definition und Abgrenzung
Slash ist eine überwiegend literarische Fanpraxis ohne kommerziellen Anspruch. Die Definition von Slash kann von Fandom zu Fandom unterschiedlich ausfallen. In der engsten Auslegung bezeichnet Slash Geschichten über homosexuelle Beziehungen zwischen Männern, die im Ursprungsmaterial nicht vorkommen. Slash fokussiert sich dann auf den homosexuellen Subtext und macht ihn explizit. Seit den 2000er-Jahren gibt es die Debatte, ob auch Fanfics zu kanonisch homosexuellen Beziehungen wie in der Serie Queer as Folk als Slash gelten können. Als übliches Label zeigt Slash den homosexuellen oder homoerotischen Inhalt einer Fanfic an, der sich auf sehnsuchtsvolle Gedanken und Blicke beschränken oder pornografisch sein kann.
Slash ist eine der drei großen Kategorien der Fanfiction. Die anderen beiden sind:
- Gen (General, genfic): Fanfiction ohne romantische oder erotische Inhalte[6]
- Het (Hetero, hetfic): Fanfiction mit heterosexuellen Beziehungen[7]

In der japanischen Anime- und Manga-Fanszene entwickelte sich mit Yaoi ein vergleichbares Genre, dessen Schwerpunkt jedoch im Unterschied zu Slash auf von Fans produzierten Comics liegt und das eine erheblich größere Fangemeinde und allgemeine gesellschaftliche Bekanntheit hat als Slash im Westen. Auch ist Slash in der japanischen Fanszene eher unbekannt, während Slash-Fanszenen seit den 1980ern mit Yaoi in Kontakt gekommen sind. Entsprechend wird Slash auch als auf die englischsprachige oder westliche Welt beschränkt beschrieben. Bisweilen gibt es unter Anhängerinnen der beiden Genres Ablehnung des jeweils anderen. Diese Unterscheidung hat im 21. Jahrhundert an Bedeutung verloren, wobei in japanophilen Fandoms die Bezeichnung Yaoi dann Slash verdrängt hat, und sich die Fanszenen beider Praktiken gegenseitig beeinflussen. Doch blieb Slash, im Gegensatz zum japanischen Pendant, ein Phänomen der Fanszene und brachte kein kommerzielles Genre hervor. Außerdem wird Slash als stärker heteronormativ angesehen und weniger die Geschlechterkategorien und gesellschaftlichen Vorstellungen von Sexualität hinterfragend als Yaoi. Beide Genres, Slash und Yaoi, können dem größeren Genre der male/male romance zugeordnet werden, zu der auch weitere kommerzielle Werke vor allem der westlichen Literatur gehören.

## Verbreitung und Motivation der Beteiligten
In einigen Fandoms ist Slash deutlich dominierender als in anderen. Grund ist unter anderem der Subtext, der den Fans als Inspiration dient. Auch scheint es eine Vorliebe für Serien und fantastische Stoffe zu geben. Beispiele für Fandoms, in denen Slash eine wichtige Rolle spielt, sind beispielsweise Star Trek: The Original Series mit dem Pairing K/S, Starsky & Hutch, Herr der Ringe, Xena – Die Kriegerprinzessin, Harry Potter, Supernatural, und The Avengers. Der Anteil von Slashfics in einem Fandom kann auch zwischen verschiedenen Plattformen schwanken: 2014 waren bei FanFiktion.de 26 % aller Harry-Potter-Fics Slash, bei Archive of Our Own hingegen 59 %.
Slash wird keineswegs nur von Menschen, die selbst homo- oder bisexuell sind, geschrieben. Die Mehrzahl der sogenannten Slasher wie auch deren Leserschaft ist weiblich und überwiegend heterosexuell. Viele der Leser oder Produzenten verheimlichen ihre Vorliebe für das Genre jedoch, was insbesondere für die ersten Jahrzehnte des Genres festzustellen ist und auf gesellschaftliche Vorbehalte oder Ablehnung gegenüber Homosexualität und der Beschäftigung damit zurückzuführen ist. Die Annahme überwiegender Heterosexualität wird allerdings auch als heteronormativ kritisiert, da bisexuelle und lesbische Frauen unter den Leserinnen oft ausgeblendet würden. Auch könne von Texten nicht einfach auf das sexuelle Begehren der Rezipienten geschlossen werden.
Salmon und Symons erfuhren in einer Studie unter Leserinnen, dass diese Slash wegen wechselnder Perspektiven und Identifikation, androgynen Protagonisten, egalitären Beziehungen und expliziten Sexszenen konsumieren – ähnliche Antworten wie bei Studien unter Yaoi-Leserinnen. Während bis 2000 noch mehrfach psychoanalytische Ansätze zur Lesermotivation vorgebracht wurden, nach denen Frauen in den Beziehungen zwischen Männern einen Ersatz für einen Mangel an der eigenen Sexualität suchten, wurden in Reaktion darauf Erklärungsansätze verfolgt, die stärker auf Freude am Spiel mit den Charakteren und eine lustvolle Auseinandersetzung mit eigener und fremder Sexualität als Motiv verweisen. Zur Motivation einer überwiegend weiblichen, heterosexuellen Leserschaft schreibt Rachel Thorn, die Beschäftigung mit Slash könne ein Ausbruch aus beengenden sozialen Erwartungen sein und zumindest indirekt feministisch motiviert sein. So gehörten viele Leserinnen eher ländlichen, konservativen Schichten an. Die Tabuisierung und Exotik von Homosexualität mache daher einen besonderen Reiz aus – für Frauen in einem liberalen Umfeld bestehe dieser weniger. In Bezug auf das subversive Potential stellt Stephanie Klasen in einer Analyse einer Naruto-Fanfiction fest, dass das Genre Möglichkeiten zur Kritik an gesellschaftlichen Vorstellungen und zur Erkundung anderer Vorstellungen von Sexualität und Geschlecht biete. Dieses werde aber nicht unbedingt ausgeschöpft und je nach Bedürfnis der Autorinnen und Leserschaft auch konservative Vorstellung, Rollenbilder und Vorurteile vermittelt und bestätigt.
Im Hinblick auf Fan-Diskussionen über Rechte Homosexueller vermutet Thorn, dass viele Slash-Konsumentinnen ein politisches Aufladen ihres Hobbys ablehnen, da dieses den Reiz der romantischen Geschichten verderben könnte. Constance Penley vermutete schon 1992, dass der Reiz für Frauen, Liebesgeschichten zwischen Männern zu lesen, darin liege, sich mit beiden Partnern identifizieren zu können und zugleich beide „haben“ zu können. Das gilt insbesondere für das nicht seltene Szenario, in dem beide beteuern, „eigentlich“ heterosexuell zu sein, und damit für die Leserinnen noch immer „erreichbar“.

## Unterkategorien und Motive
Entsprechend dem von Salmon und Symons in einer Studie unter Leserinnen festgestellten Interesse an Erotik und Sex-Szenen sei die durchschnittliche Slash-Geschichte auch expliziter in den Sex-Darstellungen als übliche romantische Geschichten, auch wenn Sex-Szenen keinesfalls zwingend Teil von Slash seien. Ähnlich wie anderen Romantik-Genres dienen Sexszenen oft auch der Heraushebung oder Zuspitzung der Handlung, der Charakterentwicklung, der Entwicklung der Beziehung, zeigen eine neue Phase der Beziehung an oder stellen ein zu überwindendes Hindernis. Im Gegensatz zu vielen pornografischen Genres (PWP, „Plot, what plot?“) habe Sex in Slash jedoch meist Konsequenzen für die Emotionen und die Beziehung der Charaktere, stellt Tan Bee Kee fest.
Die üblicherweise online stattfindende Veröffentlichung von Slashfiction ermöglicht engen Kontakt zwischen Autoren und Lesern. Dieser wird häufig intensiv genutzt, nicht nur über Kommentarfunktionen, sondern auch durch Autorinnen in Vor- und Nachworten. In diesen fordern sie zu Kommentaren auf, verweisen auf ihre Inspirationen und setzen sich auf oft satirische Weise mit der Vorlage und ihrem eigenen Werk auseinander. Da die Autorinnen nicht bezahlt werden, ist die Rückmeldung der Fans oft die einzige Belohnung und eine wichtige Motivation. Auf diese Weise entsteht teils intensiver Austausch zwischen Schreibenden und Lesenden in der Slash-Szene.

### Femslash
Erst seit den 1990er-Jahren wurden auch vermehrt Geschichten über homosexuelle Beziehungen zwischen weiblichen Charakteren veröffentlicht, ein wichtiger Auslöser war die Serie Xena – Die Kriegerprinzessin. Durch die damalige Struktur der Fankultur im Internet wurden lesbische Slashfics in den einzelnen Fandoms unterschiedlich bezeichnet, etwa als f/f slash, femmeslash, girlslash, altfic, yuri oder saffic. Inzwischen hat sich der Begriff femslash durchgesetzt. Femslash macht nur einen kleinen Teil des Slash-Genres aus und wird überwiegend von queeren Frauen geschrieben.

### Real Person Slash (RPS)
Neben Fandoms zu fiktionalen Werken gibt es auch sogenannten „Real Person Slash“, kurz RPS. RPS ist die Slash-Variante der Real Person Fiction (RPF), also Fanfiction zu realen Personen und Stars, etwa aus dem Musik- oder Schauspielbereich. Gerade in Europa sind außerdem Fußballspieler ein beliebtes Motiv für RPS.

### Omegaverse
Omegaverse ist ein Subgenre der spekulativen erotischen Fiktion, das aus der Slash-Fiction entstanden ist. In denen Menschen in dominante "Alphas", neutrale "Betas" oder unterwürfige "Omegas" eingeteilt werden, sie weisen dabei sexuelle Merkmale und Verhaltensweisen auf, die auf denen von Wölfen oder anderen wilden Tieren basieren. Die erste Omegaverse-Slash-Fiction wurde in den 2010er Jahren über die Fernsehserie Supernatural geschrieben, und ist dabei so populär geworden, dass es sich zu einem eigenständigen Genre erotischer Fiktion entwickelt hat, unabhängig von seinem Ursprung in der Fan-Fiction, die erste Omegaverse Veröffentlichung lässt sich auf With Coution von J.L. Langley zurückführen. Es gewann dabei auch große Popularität in Japan in den Mitte der 2010er Jahre, und wurde dabei zu einem Subgenre in Boys Love Medien. In Japanischen Omegaverse Medien wurde zudem ein Kastensystem eingeführt bei dem Alphas als die Elite der Oberschicht dargestellt werden, während Omegas auf der untersten Stufe stehen und diskriminiert werden. Omegas können schwanger werden, obwohl sie männlich sind, sie haben zudem regelmäßig unkontrollierbare Hitze, die starke Pheromone freisetzt.

### Slash nach Beziehungen
Slash-Pairings können nach der Beziehung eingeteilt werden, die die Charaktere im Ausgangswerk haben:
- Buddyslash (‚Kumpel-Slash‘) sind Slash-Geschichten mit zwei meist männlichen Figuren, die im Ursprungswerk befreundet sind oder zusammenarbeiten.[3][27] Beispiele sind etwa Kirk/Spock, Starsky/Hutch oder Harry/Ron. Das gesamte Slash-Genre wird manchmal auf Buddyslash reduziert.[26] Buddy-Slashfics verwenden typischerweise das Motiv hurt/comfort oder h/c, bei dem sich die Beziehung zwischen einer leidenden und einer tröstenden Rolle entwickelt. Das so entstandene Vertrauen führt dann zu einem Liebesgeständnis und schließlich zu Geschlechtsverkehr.[28][18]
- Enemyslash (etwa ‚Feind-Slash‘) ist Slash zwischen zwei kanonisch verfeindeten Figuren,[29] beispielsweise Harry/Draco (Harry Potter)[26] oder Gandalf/Saruman (Herr der Ringe). Der dargestellte Sex kann, muss aber nicht einvernehmlich sein.[3]
- Powerslash (etwa ‚Macht-Slash‘) wird gelegentlich als Begriff für Beziehungen mit einem Mächteungleichgewicht gebraucht. Dabei kann das Missverhältnis etwa aus dem unterschiedlichen Alter, der Stellung, dem Aussehen oder der Fähigkeiten der Figuren kommen.[3]
- INGB („I'm not gay but…“) steht für Geschichten, in denen mindestens einer der Partner darauf besteht, „eigentlich“ heterosexuell zu sein.[10]
- Curtain-fic sind Geschichten über das alltägliche Leben eines Paares, meist weniger erotisch und mit Fokus auf das Beziehungsleben und gegenseitige Fürsorge.[18]
- mpreg (male Pregnancy, „männliche Schwangerschaft“) beinhalten die Schwangerschaft eines der beiden männlichen Protagonisten.[18]

## Kritische Auseinandersetzung innerhalb und außerhalb der Szene
Seit den 1990ern kommt es innerhalb von Slash-Fandoms zu Konflikten beziehungsweise Rechtfertigungen, wie diese sich zu Rechten Homosexueller verhalten sollen und wie Slashfics diese unterstützen oder ihnen durch bestimmte Darstellungen schaden können. Wie Yaoi ist Slash, wie beispielsweise von Thorn beschrieben, auch der Kritik ausgesetzt, sich die Identität Homosexueller anzueignen ohne diese angemessen zu repräsentieren. Dies könne Schaden am gesellschaftlichen Bild von Homosexuellen wie auch an deren Selbstbild verursachen. Dem wird entgegengehalten, dass das Genre auch positiv auf das Fremd- und Selbstbild Homosexueller wirken könne und überhaupt erst eine Repräsentanz von gleichgeschlechtlicher Liebe und erste Identifikationsfiguren schaffe – gleich welchen Geschlechts homosexuelle Leser sind – auch wenn diese noch abstrakt ausfalle.
Auch kann das Genre als, bewusst oder unbeabsichtigt feministisch motivierte, Antwort auf männliche geprägte Medien verstanden werden sowie als „Umkehr“ des „male gaze“, oder als spielerische Übernahme der Kontrolle über männliche Charaktere und männlich geprägte Umgebungen – in denen die Geschichten oft spielen und in denen Frauen oft marginalisiert werden – durch Frauen. So wird eine Umgebung geschaffen, in der Frauen sich untereinander spielerisch und lustvoll mit Sexualität ausandersetzen können.